# Discografia lui Fărâmiță Lambru
Discografia acordeonistului Fărâmiță Lambru cuprinde apariții (discuri vinil, benzi de magnetofon, casete audio, CD-uri, DVD-uri) ce prezintă înregistrări realizate în România. Înregistrările au fost realizate la casa de discuri Electrecord și la Societatea Română de Radiodifuziune.

## Discuri Electrecord
| An   | Număr de catalog                                  | Format                     | Piese | Acompaniament |
| 1962 | EPC 291                                           | vinil, 17 cm, 33 ⅓ RPM     | 2. Hora florăreselor 4. Deschide ușa, nevastă | orchestra Nicolae Băluță                                                                                             |
| 1966 | EPD 1120                                          | vinil, LP, 25 cm, 33 ⅓ RPM | 1. Inimioară, inimioară 2. Hora lui Stere 3. Lăsai boii să mai pască 4. Am iubit și-am să iubesc 5. Coboară, puică, coboară 6. Hora lui Fărâmiță | orchestra Nicolae Băluță                                                                                             |
| 1967 | EPC 844                                           | vinil, 17 cm, 33 ⅓ RPM     | 1. Sârba de la Turnu-Măgurele 2. Hora lui Oneață 3. Hora argintărească 4. Leliță Floare 5. Șapte băi și-o vale adâncă | orchestra Constantin Mirea                                                                                           |
| 1975 | ST-EPE 01175                                      | vinil, LP, 30 cm, 33 ⅓ RPM | 1. Sârba de la Turnu-Măgurele 2. Hora lui Oneață 3. Hora argintărească 4. Leliță Floare 5. Șapte văi și-o vale adâncă 6. Inimioară, inimioară 7. Hora lui Stere 8. Lăsai boii să mai pască (Mă dusei în câmp să ar) 9. Am iubit și-am să iubesc 10. Coboară, puică, coboară 11. Hora lui Fărâmiță | orchestra Constantin Mirea (1-5), orchestra Nicolae Băluță (6-11)                                                    |
| 1999 | EDC 327 Dă-mi boierule nevasta Cântece lăutărești | compact disc               | 11. Inimioară, inimioară | orchestra Nicolae Băluță                                                                                             |
| 2008 | EDC 834 La calul bălan Acordeon și voce           | compact disc               | 1. Inimioară, inimioară 2. Sârba de la Turnu-Măgurele 3. La calul bălan 4. Hora lui Fărâmiță 5. Inel, inel de aur 6. Șapte băi și-o vale adâncă 7. Dor de mamă 8. Mă dusei în câmp să ar 9. Hora lui Oneață 10. La crama din Drăgășani 11. Coboară, puică, coboară 12. Scoate calul, pune șaua 13. Hora lui Stere 14. Deschide ușa, nevastă 15. Zice lumea că iubesc 16. Hora florăreselor 17. La casa cu trestioară 18. Am iubit și-am să iubesc 19. Hora argintărească 20. Leliță Floare | orchestra Nicolae Băluță (1, 4, 8, 11, 13, 16, 18) orchestra Constantin Mirea (2, 3, 5-7, 9, 10, 12, 15, 17, 19, 20) |

## Înregistrări Radio România
Toate înregistrările lui Fărâmiță Lambru din Fonoteca Radio România au fost efectuate pe benzi de magnetofon.
| An      | Piese | Acompaniament                   | Note                     |
| 1963    | Călușul Șchioapa | O.M.P.R., dirijor Radu Voinescu | —                        |
| 1966    | La casa cu trestioară (1) Leliță Floare Sârba de la Zimnicea Sus la munte la Muscel                                                                    | O.M.P.R., dirijor Radu Voinescu | acordeon                 |
| 1972    | Inel, inel de aur La calul bălan La casa cu trestioară (2) La crama din Drăgășani Mamă, mamă, dor de mamă Scoate calul, pune șaua Zice lumea că iubesc | orchestra Constantin Mirea      | piese interpretate vocal |
| indisp. | Coboară, puică, coboară | O.M.P.R., dirijor Radu Voinescu | acordeon                 |
| indisp. | Inimioară, inimioară | O.M.P.R., dirijor Radu Voinescu | acordeon                 |
| indisp. | Sârbă | O.M.P.R., dirijor Radu Voinescu | —                        |

## Filmografie

### Televiziunea Română
| An   | Piese                                                   | Acompaniament             | Interpretare | Locație        | Note |
| 196x | Recital instrumental                                    | orchestra Marius Olmazu   | live         | studio TVR     | teme identificate: Niculai, Niculăiță; Astă iarnă era iarnă |
| 196x | La calul troian                                         | —                         | playback     | studio TVR     | După cântecul La calul bălan. În imagini mai apare și Jean Constantin. |
| 196x | Inel, inel de aur Am iubit și-am să iubesc              | —                         | playback     | indisp.        | în imagini: Fărâmiță Lambru cântând vocal acompaniindu-se la acordeon |
| 196x | Leliță Floare (acordeon)                                | orchestra Ion Albeșteanu  | playback     | indisp.        | |
| 1966 | Recital instrumental                                    | —                         | live         | indisp.        | Filmare de la Revelion 1966. Fărâmiță Lambru cântă la acordeon în mijlocul mulțimii care dansează. În imagini mai apare Nicolae Ceaușescu. Secvență inclusă în filmul documentar Autobiografia lui Nicolae Ceaușescu (2010). |
| 1969 | La crâșma din Ferentari (Aurel Giroveanu – Nicu Kanner) | —                         | playback     | studio TVR     | În duet cu Magda Ianculescu. În montaj mai cântă și Gică Petrescu, Petre Ștefănescu-Goangă și Irina Loghin. |
| 197x | Of, șprițu-i rece                                       | taraf                     | live         | studio TVR     | după melodia Ioane, Ioane |
| 1971 | Iarbă de zăvoi                                          | formație de muzică ușoară | live         | indisp.        | |
| 1973 | Inel, inel de aur Scoate calul, pune șaua               | orchestra Paraschiv Oprea | live         | studio TVR     | program de revelion |
| 1974 | Cuplet                                                  | formație de muzică ușoară | live         | Sala Palatului | Filmare din spectacol. Cuplet ce ironizează formațiile rock care „prelucrau” repertoriul popular. |

### Apariții în filme
| An   | Titlu              | Producția                         | Regia              | Scenariul                         | Note |
| 1958 | Mic album muzical  | Studioul Cinematografic București | Traian Fericeanu   | Traian Fericeanu                  | Fărâmiță Lambru apare în acest film acompaniind-o la acordeon pe Maria Tănase, la piesa Mărioară de la Gorj, în orchestra lui Ionel Banu.                                                           |
| 1965 | Dincolo de barieră | Studioul Cinematografic București | Francisc Munteanu  | Francisc Munteanu G.M. Zamfirescu | Fărâmiță Lambru cântă, acompaniindu-se la acordeon, piesa Domnișoara Nastasia. |
| 1966 | Tunelul            | Mosfilm                           | Francisc Munteanu  | Francisc Munteanu Georgi Vladimov | Fărâmiță Lambru cântă, acompaniindu-se la acordeon, romanța Sub vișinul înflorit (Iosif Paschill / Carol Scrob).                                                                                    |
| 1971 | Facerea lumii      | Studioul Cinematografic București | Gheorghe Vitanidis | Eugen Barbu                       | Fărâmiță Lambru cântă, acompaniindu-se la acordeon, mai multe piese vocale și instrumentale : Lovitură de topor, Deschide ușa nevastă, Hora florăreselor, Iubește-mă lele făi, Am iubit o copiliță. |